# Permacrisi
Il termine Permacrisi è un neologismo che deriva dal termine inglese permacrisis. Il termine nasce dall'unione di due parole, "perma-" prefisso di "permanente" e "crisi". Assume quindi il significato di "crisi permanente", ossia un periodo di instabilità e incertezza caratterizzato dal susseguirsi e sovrapporsi di situazioni d’emergenza.

## La nascita del termine
La parola compare per la prima volta nel volume Correspondences (2021) dell’antropologo Tim Ingold. Il presupposto da cui parte l’autore è che i disequilibri tipici del mondo contemporaneo – di carattere economico, climatico, sanitario, educativo – scoraggino la generazione del pensiero, e quindi che viviamo in un momento di assenza del pensiero. Poiché la generazione del pensiero, infatti, presuppone un tumulto e una perdita di controllo momentanea, quest’attività è tipica dei momenti di quiete ed equilibrio, e si arresta, pertanto, quando questo equilibrio viene a mancare. 
Dopo questo un primo utilizzo, nell'aprile 2022, la presidente della Banca Centrale Europea, Christine Lagarde, ha utilizzato lo stesso termine, affermando che siamo vivendo in un periodo di instabilità continua, determinata da crisi finanziaria, pandemia, crisi geopolitica in Europa.
Permacrisi è stato anche l’argomento cardine del Salone d’Impresa svoltosi il 26 maggio 2023 presso Confindustria Veneto Est di Venezia, organizzato da Salone d’Impresa Srl.